# 글렌 퀸
글렌 퀸(Glenn Quinn, 1970년 5월 28일 ~ 2002년 12월 3일)은 아일랜드의 배우이다.

## 출연 작품
- 엣 애니 코스트 (2000)
- 엔젤 (1999)
- 캠프파이어 테일 (1997)
- 누드 걸 (1995)
- 닥터 기글 (1992)
- 정열의 샤우트 (1991)
- 실루엣 (1990)
- 콜 미 안나 (1990)
- 로잔느 아줌마 (1988)